# المسيحية في سبتة

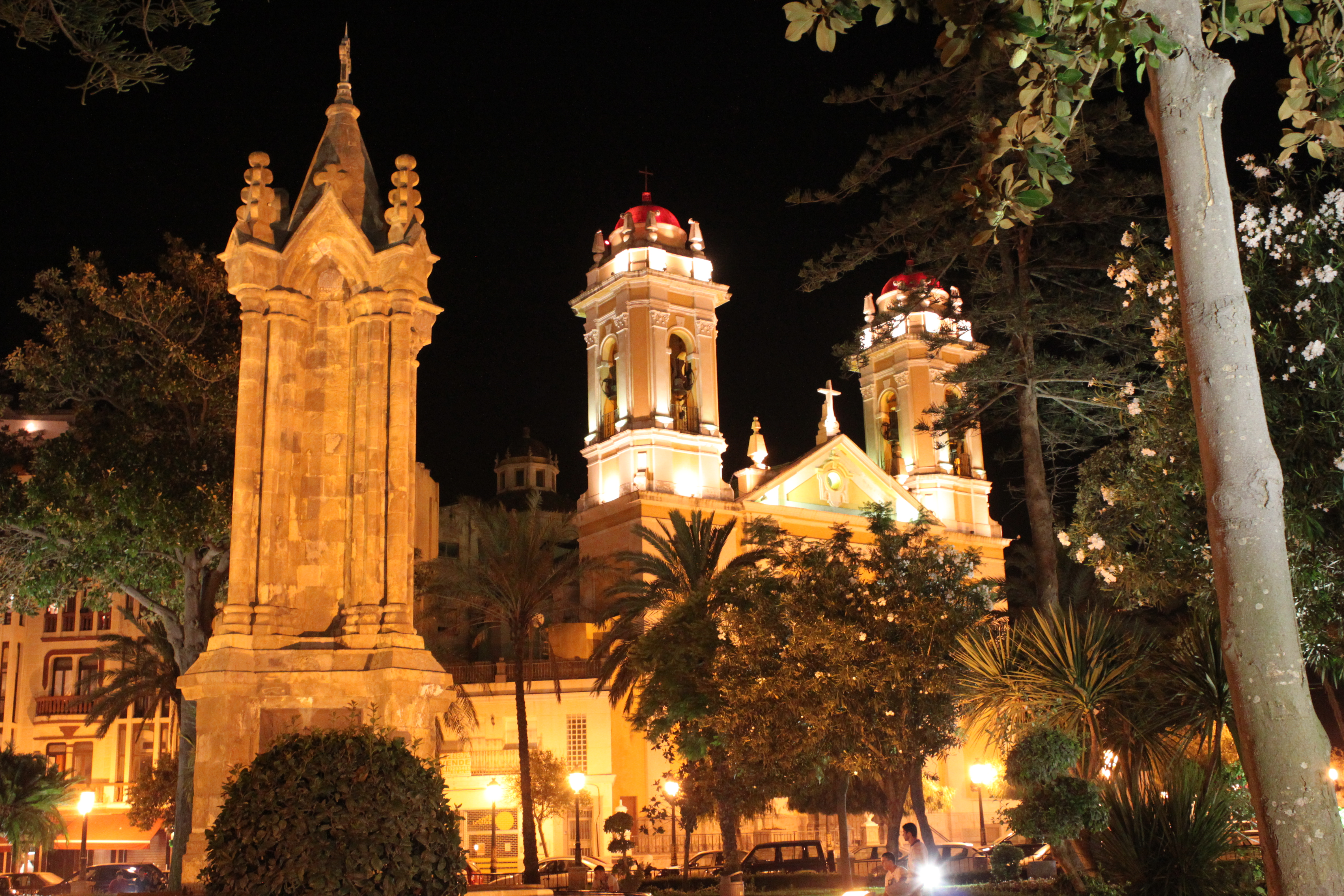
كاتدرائية مريم العذراء في سبتة.

تُشكل المسيحية في سبتة أكثر الديانات اننشاراً بين السكان، ووجدت إحصائية قام بها مركز البحوث الاجتماعية الإسباني لعام 2012؛ أنَّ 68.0% من سكان مدينة سبتة هم مسيحيين كاثوليك. سبتة هي إحدى مدن إسبانيا تقع على القارة الإفريقية مقابل لمضيق جبل طارق، تحدها من الشمال والجنوب والشرق البحر الأبيض المتوسط. ويبلغ عدد سكان سبتة 82,376 نسمة وفقاً لإحصائيات التعداد السكاني 1 يناير 2011، وتبلغ مساحتها 19 كم مربع (معدل الكثافة السكانية 4.240,52 نسمة/كم²). ويتألف سكانها من المسيحيين والمسلمين، مع وجود أقلية يهودية وهندوسية.

## تاريخ

### العصور المبكرة

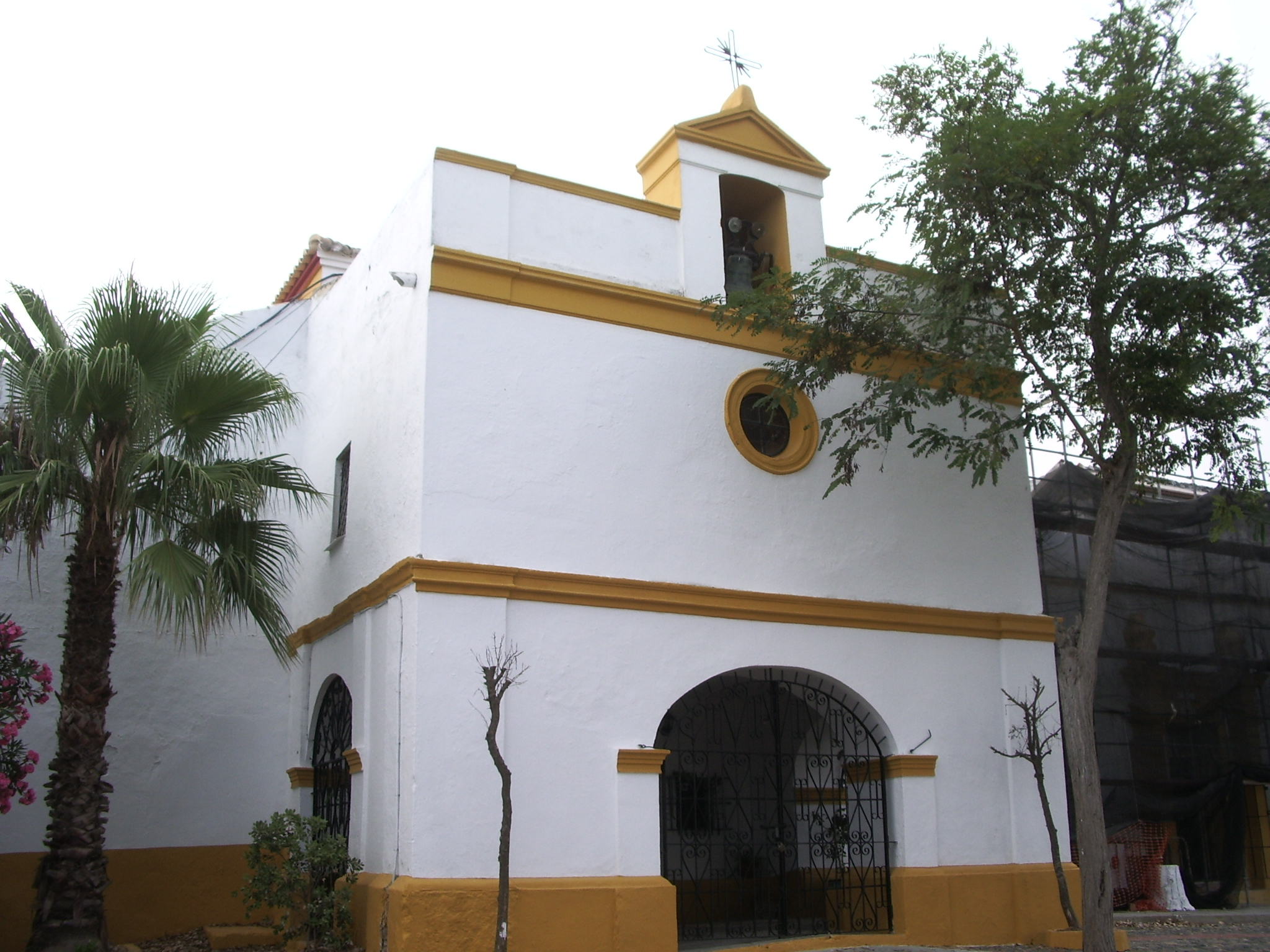
محبسة القديس أنطون في سبتة.

تعود جذور المسيحية في سبتة منذ سقوط الإمبراطورية الرومانية الغربية، وأنقاض الكاتدرائية في وسط مدينة سبتة تأكد هذه الحقبة. تحت حكم ثيودوسيوس الأول في أواخر القرن الرابع، ضمت المنطقة على حوالي 10,000 نسمة، وكان كل المواطنين المسيحيين تقريبًا يتحدثون باللغة اللاتينية والأفريقية الرومانسية. في أوائل القرن السابع وقعت المنطقة تحت سيطرة مملكة القوط الغربيين والتي كان مركزها في شبه الجزيرة الإيبيرية. لا توجد روايات معاصرة موثوقة لنهاية الفتح الإسلامي للمغرب حوالي عام 710. وبدلاً من ذلك، أنتج الفتح الإسلامي السريع لشبه الجزيرة الإيبيرية روايات رومانسية تتعلق بيليان الغماري كونت سبته وخيانته للعالم المسيحي، وكان يليان الغماري أمير غمارة وملك سبتة، وبها أصبح ويُعرف باسم يوليان كونت سبتة أو يوليان ملك سبتة، وهي مدينة تقع في المغرب الأقصى، استعصت على المسلمين لحصانة أسوارها، ولحكمته. ولكن كان لديه أعداء في غرب أوروبا، ومنهم لوذريق، أحد قواد الجيش القوطي الذي استولى على عرش هسبانيا بعد وفاة غطشة، واغتصب حق أولاد الملك الراحل سيزوس، واعتدى على ابنة يوليان فلوريندا التي كانت تعيش في بلاط غطشه بغرض التعليم. لذلك ذهب إلى طارق بن زياد يطلب منه العون في قتال روديريك ويعرض عليه مساعدته في الاستيلاء على الأندلس. بعد وفاة يليان الغماري، سيطر الأمازيغ الذين اعتنقوا الإسلام مباشرةً على ما أسموه سبتة. تم تدميرها بعد ذلك خلال تمردهم الكبير ضد الدولة الأموية في حوالي عام 740.
ظلَّت سبتة فيما بعد قرية صغيرة تضم سكان من اللمسلمين والمسيحيين محاطة بالأطلال حتى إعادة توطينها في القرن التاسع على يد ماجاكاس، زعيم قبيلة مجكاسة الأمازيغية. في عصر الدولة الموحدية أشارت مؤلفات مسيحية عن استشهاد دانيال فاسانيلا وعدد من الرهبان الفرنسيسكان في المدينة في عام 1227. بعد استرداد الإسبان للأندلس، أطلق الكرسي الرسولي دعوة للسيطرة على الساحل المتوسطي للمغرب، وقامت الإمبراطورية البرتغالية بالسيطرة على الساحل الأطلسي.

### السيطرة الإسبانية

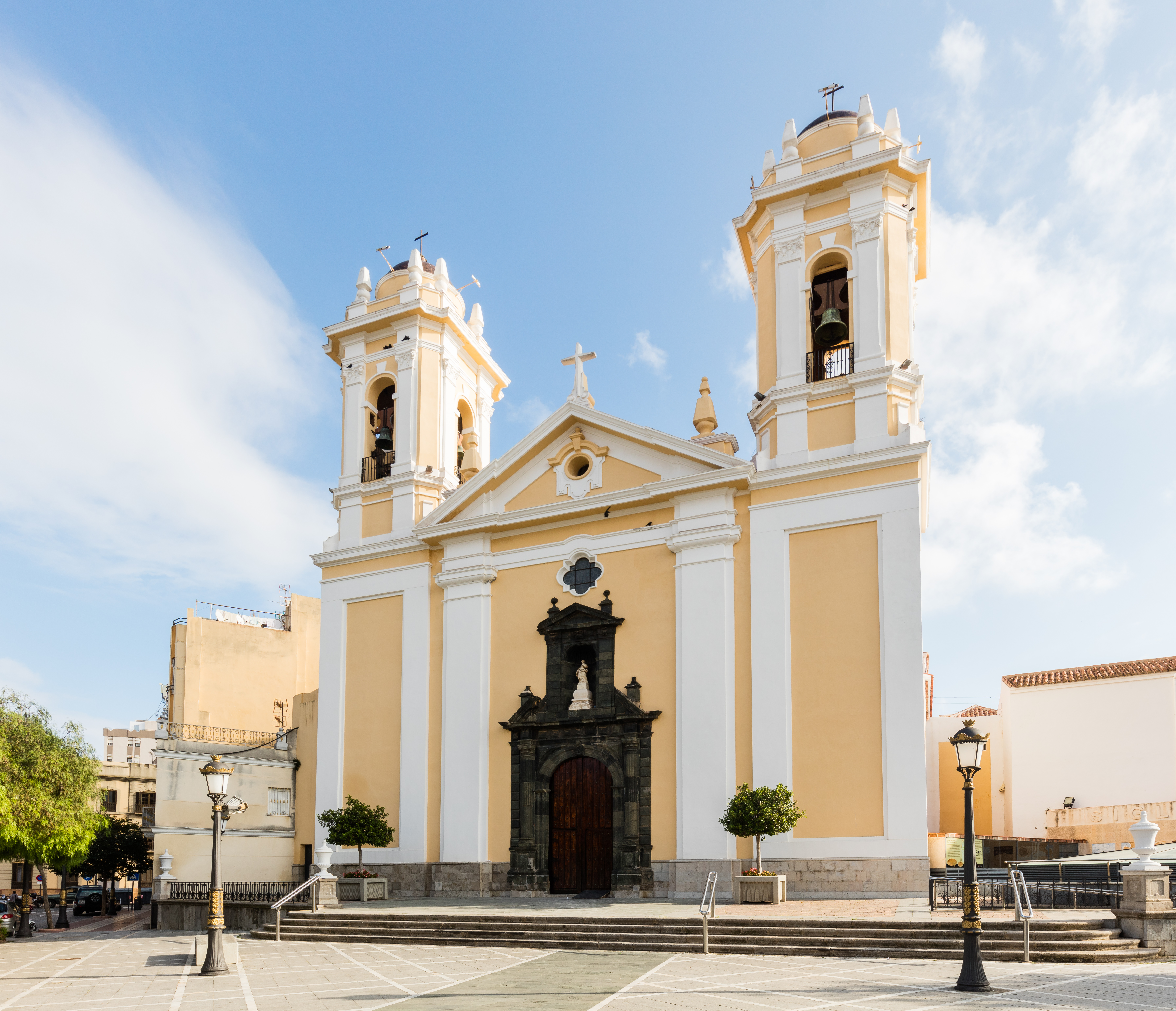
كاتدرائية مريم العذراء في سبتة.

عام 1415، عندما احتلت المدينة، قام البرتغاليون ببناء كاتدرائية القديسة مريم العذراء. وتأسست الأبرشية الرومانية الكاثوليكية في سبتة بعد ذلك بعامين، وتبعت حتى عام 1675 بطريركية لشبونة، لكن مع انتهاء الاتحاد الإيبيري اختارت الأبرشية الإرتباط بالملكية في إسبانيا. ومنذ ذلك الحين وحتى 1851، تبعت الأبرشية إدارياً أسقف إشبيلية. وكانت الأراضي حول سبتة تنتمي سابقاً إلى نظام المسيح. واتحدت بها أبرشية طنجة عام 1570. في عام 1851، تم دمج الأبرشية في مطرانية قادس دي سبتة الرومانية الكاثوليكية عند توقيع الكونكوردات بين الكرسي الرسولي وإسبانيا، وتم الاتفاق على إلغاء أبرشية سبتة، ودمجها في أبرشية قادس وسبتة وكان مقرها في مدينة قادس بإقليم أندلسية. ودخلت الاتفاقية حيذ التنفيذ في عام 1879.
أدى مرور الوقت والأضرار التي لحقت بالحوادث الحربية إلى تدمير كاتدرائية مريم العذراء، وفي نهاية القرن السابع عشر تقرر استبدال المبنى بكنيسة جديدة صممها المهندس المعماري خوان دي أوتشوا. بدأت أعمال البناء في عام 1686، ولكن عانت العملية العديد من الصعوبات في السنوات التي تلت ذلك نتيجة الحصار الكبير الذي تعرضت له سبتة، ولم يتم تكريس الكاتدرائية الجديدة حتى عام 1726، عندما تم تكريسها لذكرى انتقال مريم العذراء. وأصبحت الكاتدرائية مقر أبرشية سبتة، وتجمع بين عناصر الباروك والكلاسيكي الجديد.
مع السيطرة الإسبانية على المدينة، ازداد التأثير الثقافي والحضاري للمسيحية على المشهد الاجتماعي والثقافي للمدينة. تحوي المدينة على العديد من الآثار الكاثوليكيّة والمعالم المسيحيّة من كنائس وأديرة، ويعتبر أسبوع الآلام واحد من أهم الأحداث في الحياة الاجتماعية والدينيّة للمدينة. وللمدينة تقاليد أندلسيَّة كاثوليكية عريقة منها تقاليد التطوافات ومواكب أسبوع الآلام ويكون ذروتها في الجمعة العظيمة، تكون المواكب مكونة غالبًا من محفات يحمل كل منها العشرات من الرجال الأشداء يتسابقون في التطوع لنيل هذا التشريف. غطاء المحفة مطرز بالخيوط الذهبية والفضية ومرصع بالأحجار الكريمة. تمثل المحفات حلقات من قصة الصلب والقيامة وتماثيل للعذراء يختلف الواحد عن الآخر في تعبيرات الوجه التي تتراوح ما بين اللوعة والآلم إلى الإستسلام الحزين ثم الرجاء. يتبع المحفات فرق موسيقية يصاحبها أحيانًا صوت أوبرالي ينطلق من إحدي الشرفات المطلة على الطريق.

### الوضع الحالي

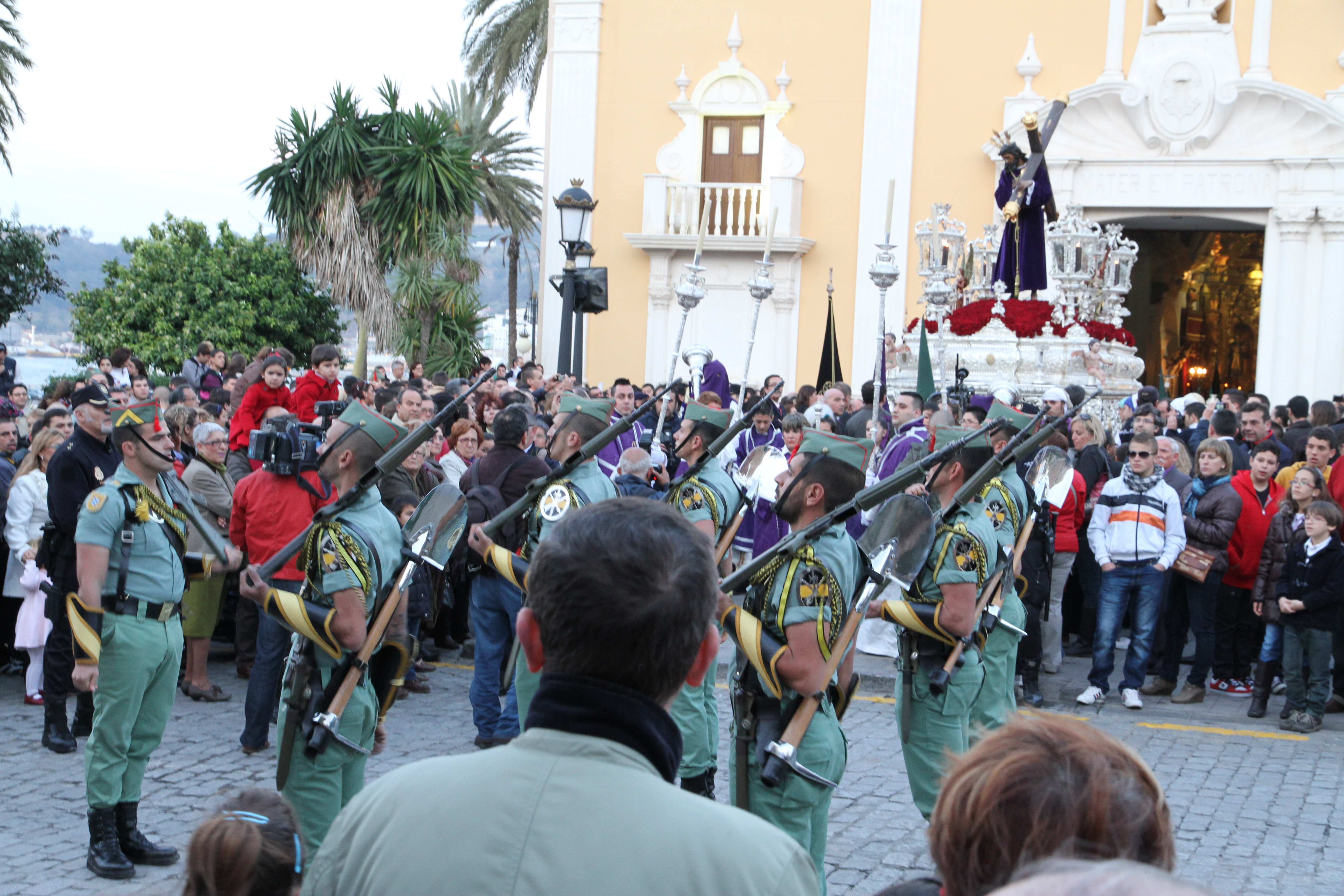
جانب من مسيرة الجمعة الحزينة في سبتة.

حسب الموسوعة المسيحية العالمية في سنة 2005 كان حوالي 77.1% من سكان مدينتي مليلية وسبتة من المسيحيين، أكبر الطوائف المسيحية هي الكنيسة الرومانية الكاثوليكية والتي يتبعها 75.2% من سكان مدينتي مليلية وسبتة. الغالبية العظمى من المسيحيين هم من الإسبان إلى جانب أقلية من الأمازيغ الريفيين. وحوالي 16% من سكان المدينتين من المسلمين إلى جانب 0.5% من اليهود السفارديم.
أشار مصدر في عام 2006 أنّ حوالي 51% من سكان سبتة هم من المسيحيين الإسبان، وحوالي 49% هم من العرب والأمازيغ (الريفيين) المسلمين، وحوالي 0.25% من اليهود وحوالي 0.25% من الهندوس. يُعد المسيحيين الإسبان في سبتة ومليلية جزء من الشعب الأندلسي، بسبب الخصائص الثقافية واللغوية المشابهة لتلك في الأندلس. بالإضافة إلى ذلك، هناك أقلية كبيرة (حوالي 25%) من المسيحيين في سبتة ومليلية من أصول كتالانيَّة. كما يتواجد في المدينة أقليَّة من الأمازيغ الريفيين والتي تعتنق الديانة المسيحية على المذهب الكاثوليكي والبروتستانتي.
وجدت إحصائية قام بها مركز البحوث الاجتماعية الإسباني لعام 2012؛ أنَّ 68.0% من سكان مدينة سبتة هم مسيحيين كاثوليك، في حين أنَّ حوالي 28.3% من السكان هم مسلمين، في حين أنَّ حوالي 2.8% من السكان ملحدين ووجدت الإحصائية أنَّ 0.5% من السكان لم يحددوا أي دين.

## معرض الصور

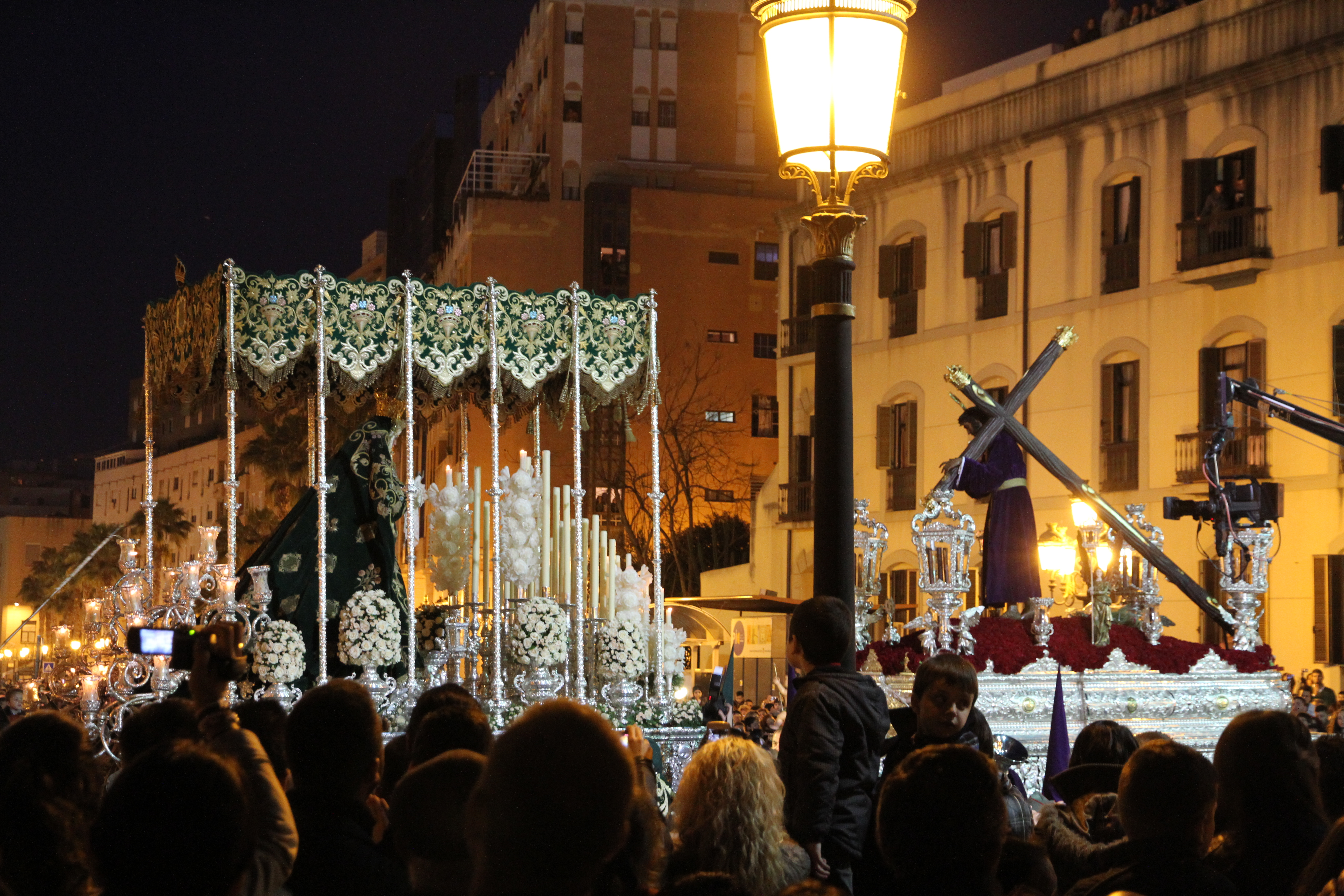
تطواف الجمعة الحزينة في سبتة
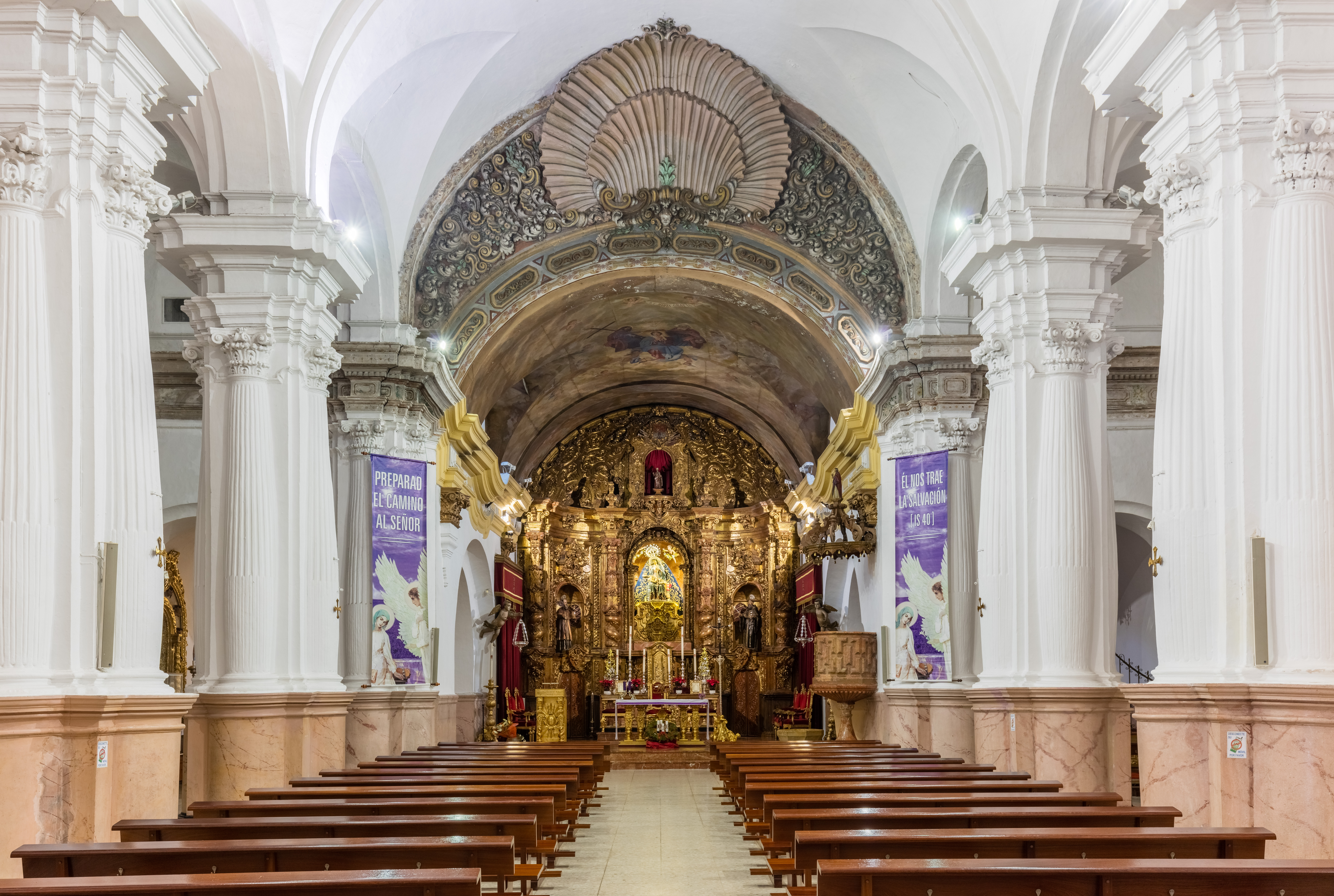
داخل كنيسة مريم العذراء سيدة أفريقيا
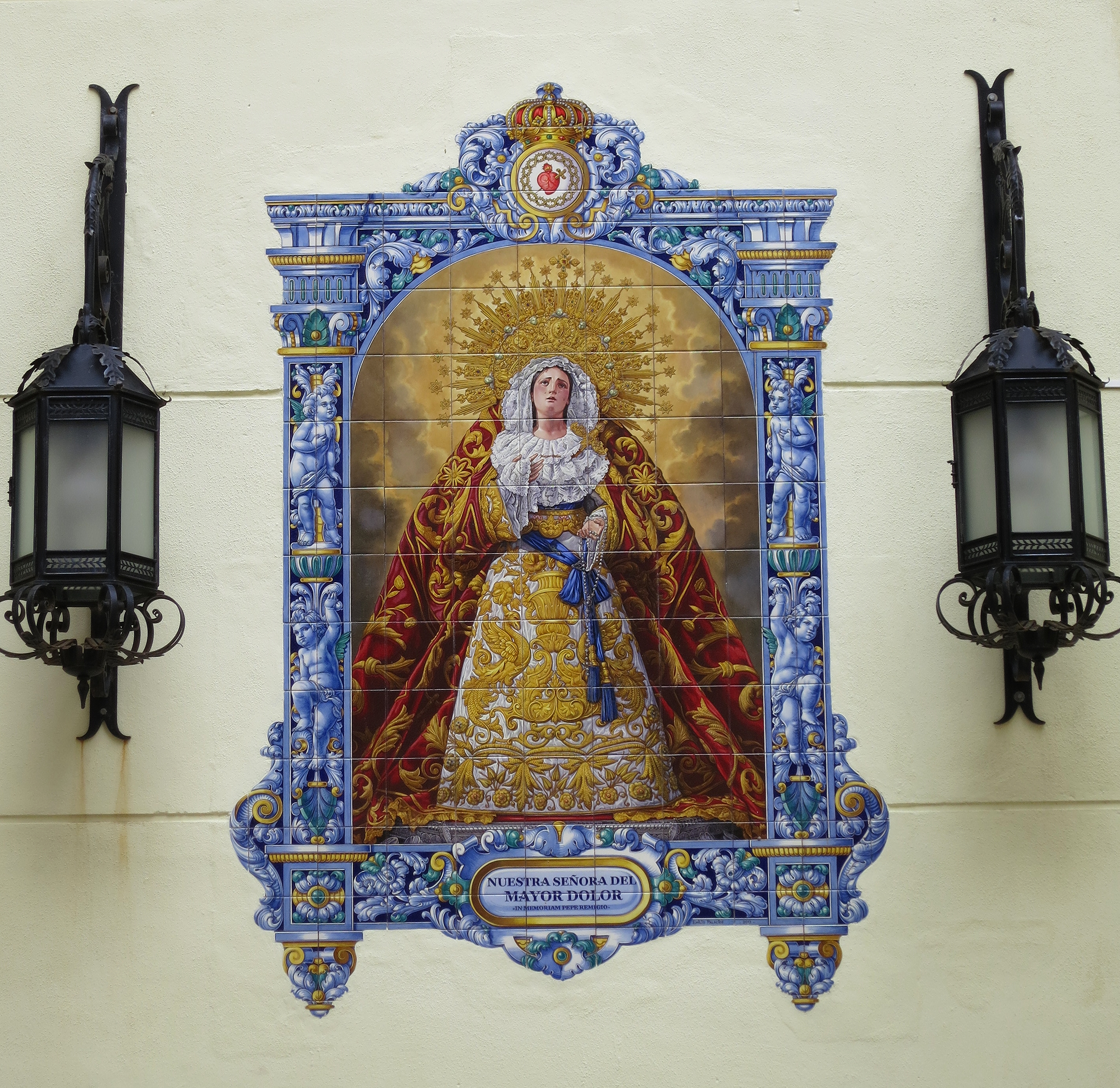
أيقونة مريم العذراء بزقاق في سبتة
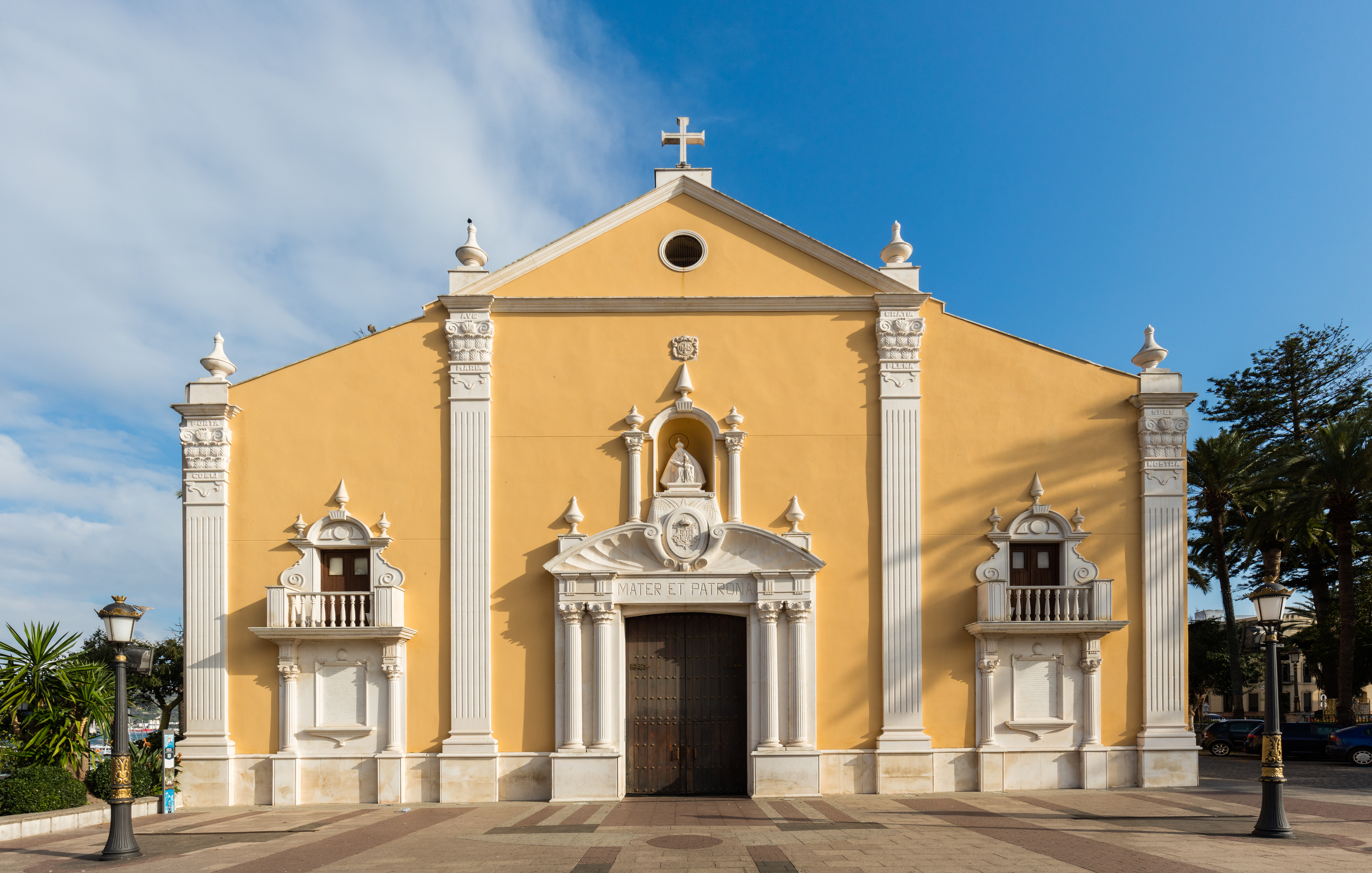
كنيسة مريم العذراء سيدة أفريقيا في سبتة
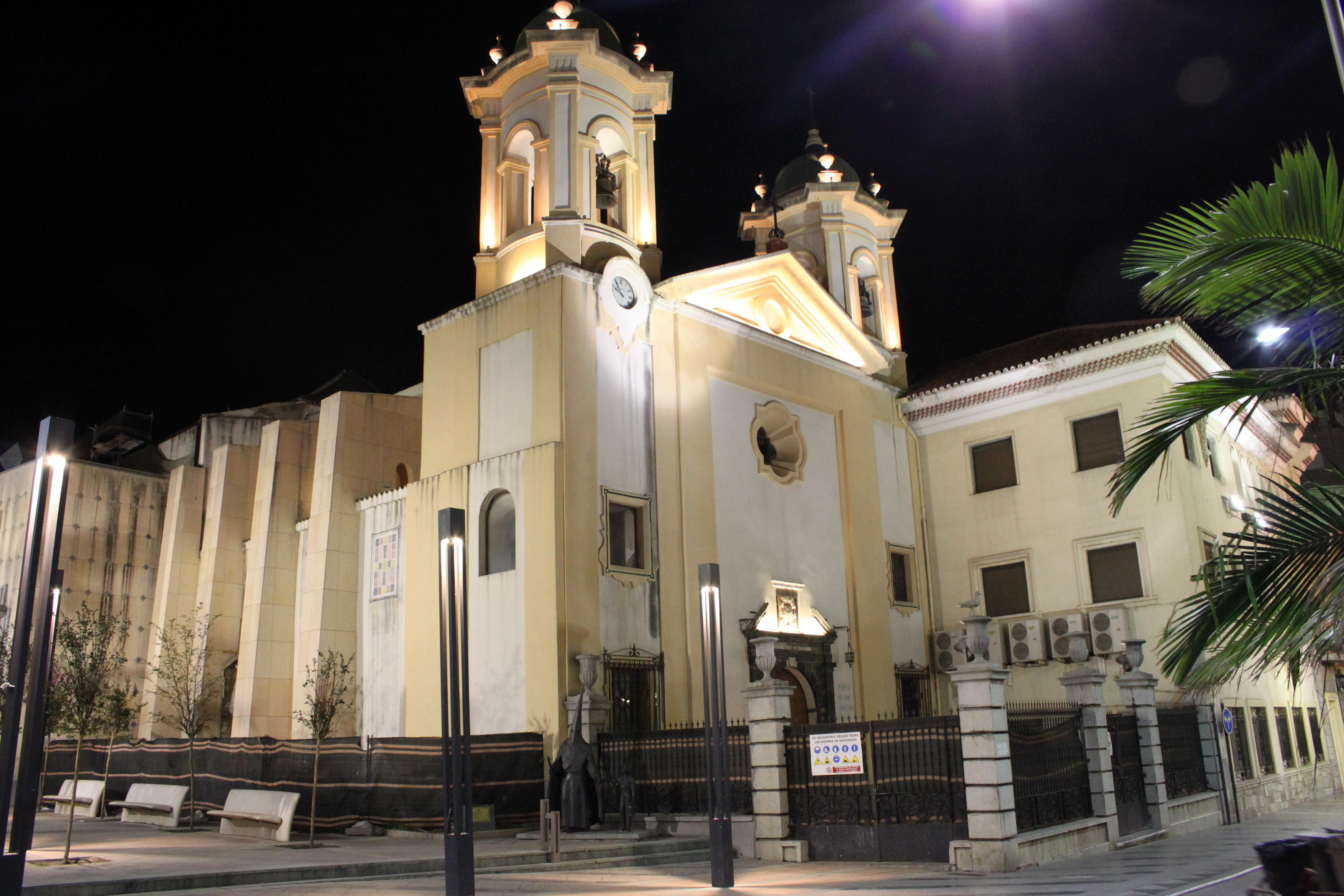
كنيسة القديس فرنسيس الأسيزي في مدينة سبتة